# San Pedro (departamento de Misiones)

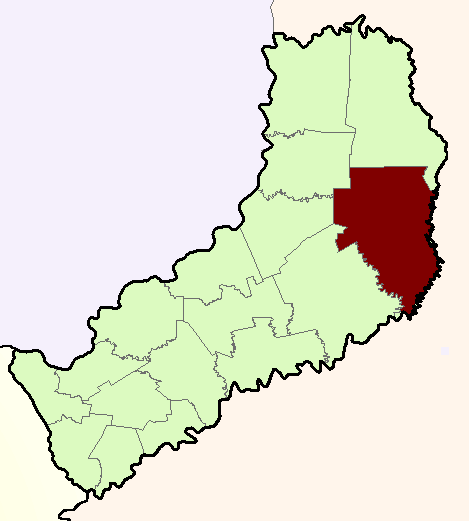

San Pedro é um departamento da argentina da província de Misiones. Possui uma população de 26.720 habitantes e uma área de 3.426 km².